# Lignes de tramway de la SNCV dans la province de Namur
Lignes de tramway vicinal de la Société nationale des chemins de fer vicinaux (SNCV) dans la province de Namur.

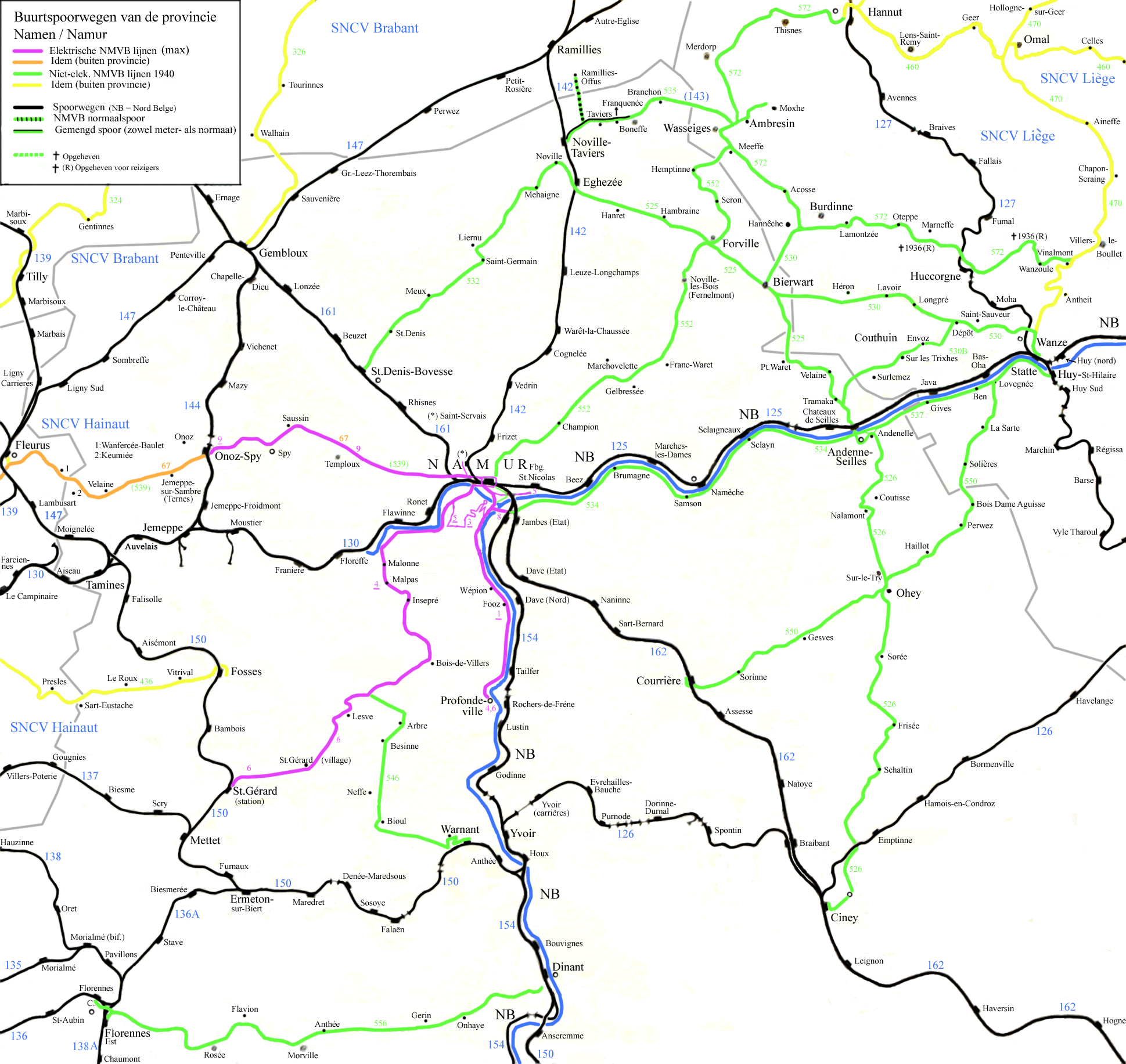
Plan des lignes autour de Namur.
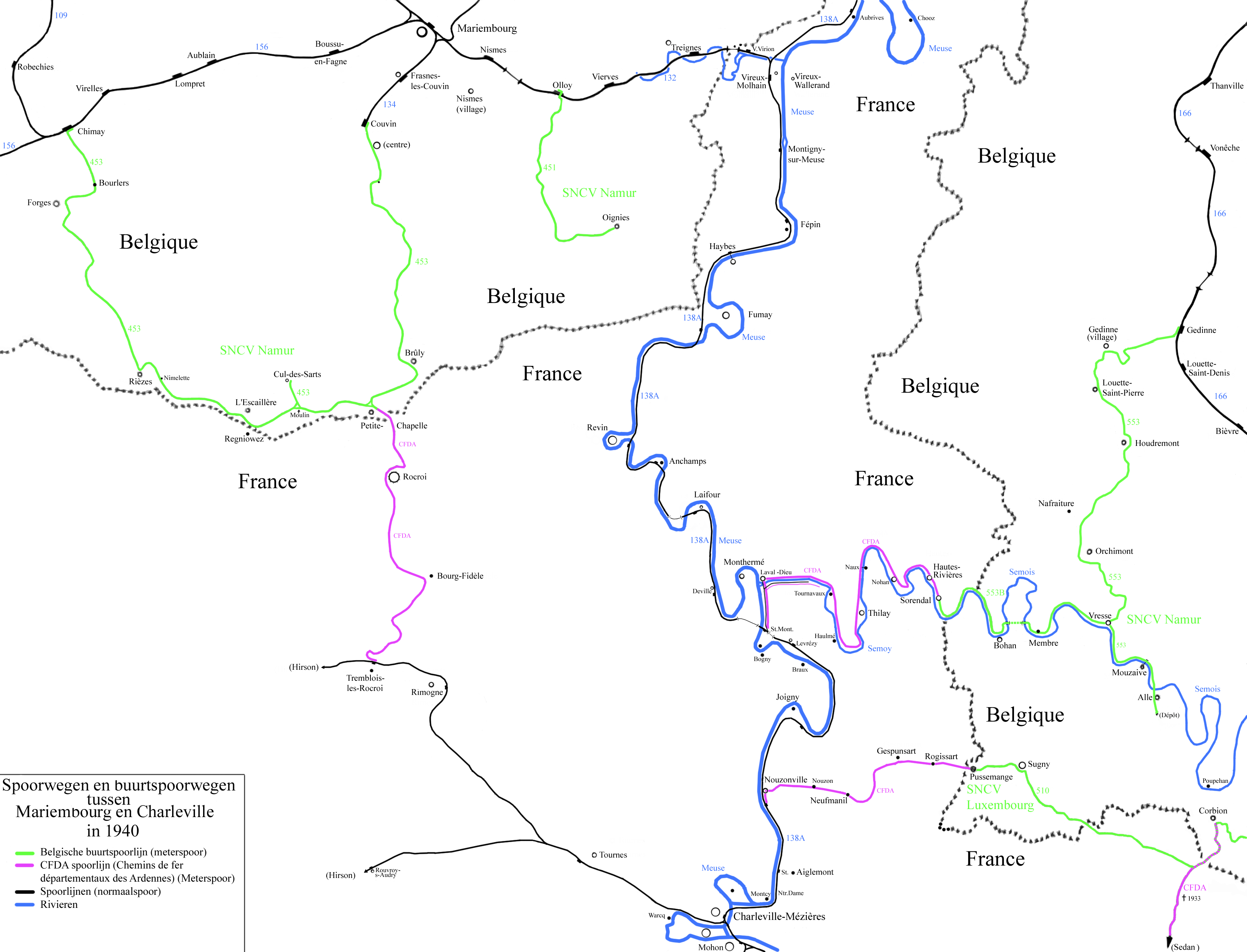
Plan des lignes au sud ouest.

## Groupe d'Andenne
| Nom   | Alias Autres indices et tableaux | Début du service voyageurs | Fin du service voyageurs | Traction |
| ----- | -------------------------------- | -------------------------- | ------------------------ | -------- |
| 525   |                                  |                            |                          |          |
| 526   |                                  |                            |                          |          |
| 530/1 |                                  |                            |                          |          |
| 530/2 |                                  |                            |                          |          |
| 532   |                                  | 1895                       | 1948                     | vapeur   |
| 535   |                                  |                            |                          |          |
| 537   |                                  |                            |                          |          |
| 550/1 |                                  |                            |                          |          |
| 550/2 |                                  |                            |                          |          |
| 572/1 |                                  |                            |                          |          |
| 572/2 |                                  |                            |                          |          |

## Groupe de Namur

### Lignes urbaines
| Nom | Alias Autres indices et tableaux | Début du service voyageurs | Fin du service voyageurs | Traction            |
| --- | -------------------------------- | -------------------------- | ------------------------ | ------------------- |
| 2   | 548                              | 1909                       | 1940                     | électrique          |
| 3   | 548                              | 1909                       | 1952                     | électrique          |
| 5   | 548                              | 1909                       | 1952                     | électrique          |
| 7   | 548                              | 1901                       | 1953                     | vapeur → électrique |
| 8   | 548                              | 1909                       | 1953                     | électrique          |

### Lignes régionales
| Nom   | Alias Autres indices et tableaux | Début du service voyageurs | Fin du service voyageurs | Traction            |
| ----- | -------------------------------- | -------------------------- | ------------------------ | ------------------- |
| 4     |                                  |                            |                          | électrique          |
| 6     | 544, 548                         |                            | 1953                     | électrique          |
| 9     | 539/1                            |                            | 1953                     | vapeur → électrique |
| 10    | 534, 537                         | 1887                       | 1953                     | vapeur → autorail   |
| 539/2 |                                  |                            |                          | vapeur → autorail   |
| 544/1 |                                  |                            |                          | vapeur → autorail   |
| 546   | 7, 636, 925, 930                 | 1908                       | 1960                     | vapeur → autorail   |
| 552   |                                  |                            |                          | vapeur → autorail   |

### Détails

#### Lignes provinciales à traction électrique
- 6 Profondeville - Saint-Gérard

Profondeville – Boreuxville – Fooz – Wépion – La Pairelle – Namur (Pont de Jambes, Place d'Armes, gare, Av. Cardinal Merciers) – Salzinnes – Flawinne (Bauce) – Malonne (port, Malpas, Insepré, Maulenne) – Bois-de-Villers (Route de Wépion, gare, Six-Bras) – Lesves (Les Anges, gare) – Saint-Gérard (village, gare). Voir tracé : Malone Saint-Gérard
- 9 Namur - Onoz (tableaux, 539 (1931))

Namur (gare) – Belgrade – Temploux – Saussin-les-Isnes – Spy – Gare d'Onoz-Spy – Jemeppe-sur-Sambre (Les Ternes) – Velaine-sur-Sambre – Gare de Keumiée – Wanfercée-Baulet – Fleurus (Rabots, gare).

## Groupe de Wellin
| Nom   | Alias Autres indices et tableaux | Début du service voyageurs | Fin du service voyageurs | Traction |
| ----- | -------------------------------- | -------------------------- | ------------------------ | -------- |
| 520   |                                  |                            |                          | vapeur   |
| 521/1 |                                  |                            |                          | vapeur   |
| 521/2 | ligne des grottes de Han         |                            |                          | vapeur   |
| 521/3 |                                  |                            |                          | vapeur   |

## Autres lignes
- 451 Oignies-en-Thiérache - Olloy-sur-Viroin ;
- 453/1 Chimay - Cul-des-Sarts ;
- 453/2 Couvin - Cul-des-Sarts ;
- 530/1 Burdinne - Huy ;
- 530/2 Envoz - Seilles ;
- 532 Éghezée - Saint-Denis ;
- 539/2 Onoz-Spy Station-État - Fleurus Station-État ;
- 535 Ambresin - Noville-sur-Mehaigne ;
- 553 Gedinne à Alle et Bohan ;
- 556 Dinant Grottes - Florennes-Central ;

Lignes par n° administratif
- 552 : Namur (gare) - Rue d'Arquet, Rue Frères Biéva - Vedrin (Comognes) - Champion - Marchovelette - Gelbressée - Franc-Waret - Noville-les-Bois (gare) - Forville - Séressia - Seron - Hemptinne - Meeffe - Wasseiges - Ambresin - Merdorp - Thisnes - Hannut. Voir tracé : Namur-Hannut
- 534 : Namur - Jambes - Brumagne - Namêche (Samson) - Sclayn - Andenne.
- 537 : Andenne - Andenelle - Gives - Ahin - Ben - Lovegnée - Huy.
- 532 : Saint-Denis - Bovesse (gare, village) - Meux - Saint-Germain - Liernu - Mehaigne - Noville-sur-Mehaigne -  Éghezée (gare).

- 526 : Andenne - Andenelle - Rue de Haillot - Nalamont - Ohey - Sorée - Frisée - Schaltin - Emptinne - Ciney - Gare de Ciney. Voir tracé : Andenne-Ohey
- 550 : (Huy - Lovegnée) - La Sarte - Solières - Bois-Dame-Aguisse - Perwez - Haillot - Ohey - Gesves - Sorinne (- Gare de Courrière). Voir tracé : Ohey-Sorinne et Ohey-Huy